# Antonio Maceda
Antonio Maceda Francés (Sagunto, 16 de maio de 1957) é um ex-futebolista e ex-treinador de futebol espanhol. Atuava como defensor, e tinha como uma de suas capacidades o jogo aéreo. 

## Carreira

### Clubes
Por clubes, obteve destaque com o Sporting de Gijón, onde jogou 212 partidas entre 1976 e 1985, marcando vinte gols. Ele já havia disputado alguns jogos pelo time B entre 1974 e 1976.
Maceda ainda vestiria a camisa do Real Madrid por três anos (1985-1988), disputando trinta partidas e marcando cinco gols. Uma séria lesão contraída na Copa de 1986 comprometeu os últimos anos da carreira do defensor, encerrada prematuramente em 1988, aos 31 anos.

### Seleção Espanhola
Pela Seleção Espanhola, Maceda esteve presente nas Copas de 1982 e 1986 e da Eurocopa de 1984. Somando os jogos com as Seleções Sub-21 (1 jogo), Sub-23 (também 1 jogo) e B (3 jogo) com a Seleção principal (68), o defensor envergaria a camisa da Fúria em 73 oportunidades, marcando oito gols (todos pelo time principal).

## Treinador e Comentarista
Como treinador, Maceda trabalharia nas equipes do Castellón (1993–1994, categorias de base), Badajoz (1996–1997), Sporting Gijón (1997) e Compostela (1998). Seu melhor trabalho veio na segunda passagem pelo Gijón, entre 2002 e 2003. Abandonou a carreira de treinador também em 2003, ficando afastado do futebol durante três anos.
Maceda regressaria em 2006 como comentarista de futebol, trabalhando em quatro emissoras (laSexta, 14 Gol Televisión, Al Jazeera Sports e Castilla-La Mancha TV).

## Títulos
Real Madrid
- La Liga: 1985-86, 1986-87, 1987-88, 1988-89
- Copa del Rey: 1988-89
- Supercopa da Espanha: 1989
- Copa da UEFA: 1985–86